# Бакланихинский сельсовет
Бакланихинский сельсове́т — административно-территориальная единица в Туруханском районе Красноярского края Российской Федерации, существовавшая до 2005 года.

## История
Бакланихинский сельсовет был выделен из Верещагинского в 1990 году.
28 января 2005 года Законом № 13-2925 Бакланихинский сельсовет был упразднён и его населённые пункты переданы в межселенную территорию.

## Состав сельсовета
В состав сельсовета входили 2 населённых пункта:
| № | Населённый пункт | Тип населённого пункта       | Население |
| - | ---------------- | ---------------------------- | --------- |
| 1 | Бакланиха        | село, административный центр | 36        |
| 2 | Черноостровск    | посёлок                      | 0         |